# Salma Bennani

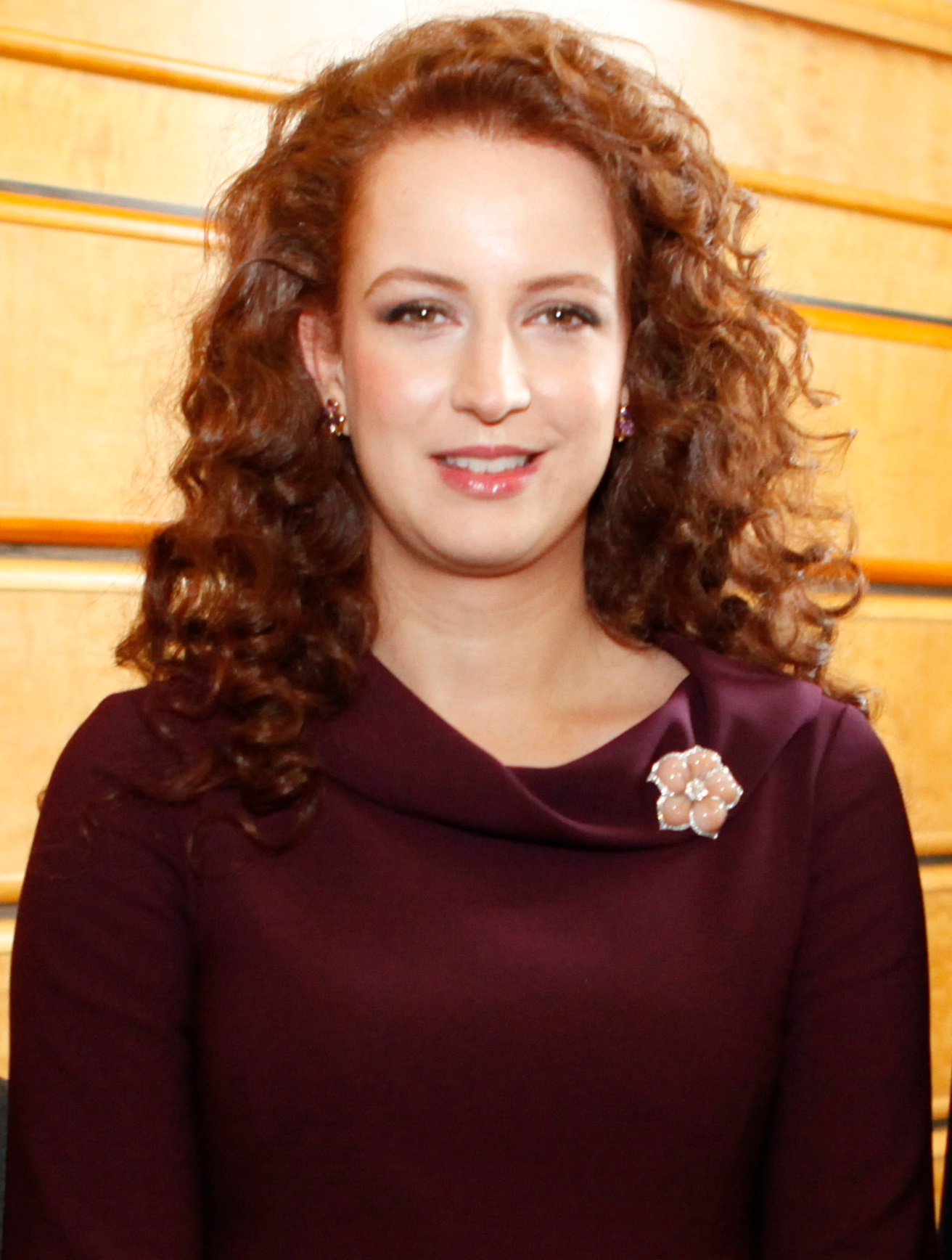
Lalla Salma

Lalla Salma van Marokko (Arabisch: الأميرة للا سلمى) (Fez, 10 mei 1978) is de vrouw van de Marokkaanse koning Mohammed VI. Zij is de eerste vrouw van een Marokkaanse vorst die in het openbaar werd gepresenteerd en de titel van prinses kreeg.
Lalla Salma vertegenwoordigde het Marokkaanse koningshuis bij de inhuldiging van koning Willem-Alexander op 30 april 2013.

## Jeugdjaren en studies
Salma Bennani komt uit een 'gewone' familie: haar vader, Hadj Abdelhamid Bennani, was een universiteitsdocent. Haar moeder, Naïma Bensouda, stierf in 1981, toen Bennani drie jaar oud was. Salma en haar zus Meryem verhuizen dan naar Rabat waar ze door hun grootmoeder, de moeder van hun moeder, zullen worden opgevoed. 
Lalla Salma studeerde in haar jongere jaren aan Lycée Moulay Youssef in Rabat. Voor haar verdere studies koos de prinses om te studeren aan l'École Nationale Supérieure d'Informatique et d'Analyse de Systèmes. Uiteindelijk studeerde ze af als ingenieur.
Na haar studies werkt ze een tijdlang als Information Services Engineer bij de Marokkaanse groep Omnium Nord-Africain (ONA), een holding die gedeeltelijk in handen is van de Marokkaanse koninklijke familie. 

## Huwelijk en kinderen
Op 21 maart 2002 trouwde Salma Bennani met Mohammed VI. Hierdoor kreeg ze later de titel 'prinses'.
Wat opmerkelijk was, was de status van de prinses. Lalla Salma kwam namelijk niet uit de hoogste klasse.
Samen kreeg het paar twee kinderen: Moulay Hassan (Rabat, 8 mei 2003) en Lalla Khadija (Rabat, 28 februari 2007).